# Jackie Paterson
Jackie Paterson (* 5. September 1920 in Ayrshire, Schottland; † 19. November 1966) war ein britischer Boxer im Fliegengewicht.

## Profikarriere
Im Jahre 1938 begann er erfolgreich seine Profikarriere. Am 11. Juni 1943 boxte er gegen Peter Kane um die universelle Weltmeisterschaft und gewann durch klassischen Knockout in Runde 1. Diesen Gürtel verlor er am 23. März 1948 an Rinty Monaghan durch Knockout in Runde 7.  
Im Jahre 1951 beendete er seine Karriere. 2020 wurde Jackie Paterson in die Scottish Sports Hall of Fame aufgenommen.